# Bratři Massabki
Abdel Moati Massabki, Francis Massabki a Raphael Massabki byli tři syrští rodní bratři, maronitští katolíci, zabití pro svoji víru během občanského konfliktu v pohoří Libanonu a Damašku v noci z 9. na 10. července 1860. Katolická církev je uctívá jako svaté mučedníky.

## Mučednictví

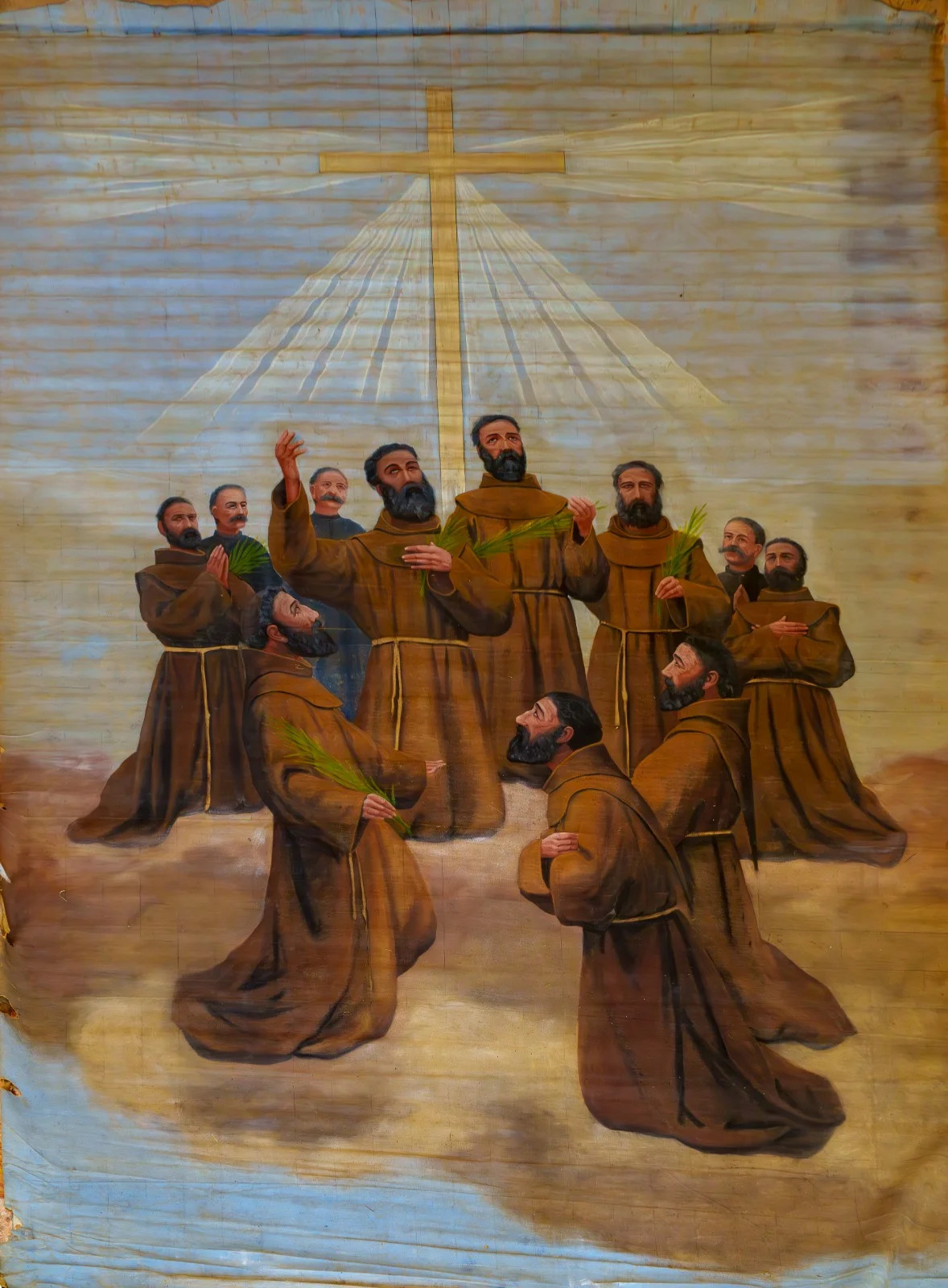
Kanonizační portrét damašských mučedníků, včetně bratří Massabki (vlevo)

Během občanského konfliktu v pohoří Libanonu a Damašku hledali bratři Massabki útočiště v klášteře Kustodie Svaté země Řádu menších bratří v Bab Touma v Damašku. Ten byl v noci z 9. na 10. července 1860 napaden skupinou Drúzů. Útočníci je zde v nenávisti k víře zavraždili spolu s osmi františkány.

## Úcta
Beatifikační proces skupiny damašských mučedníků, tj. bratří Massabki a osmi spolu zabitých františkánů, započal dne 17. prosince 1885, čímž obdrželi titul služebníci Boží. Dne 7. října 1926 podepsal papež Pius XI. dekret o mučednictví bratří Massabki.
Blahořečeni pak byli spolu s jejich františkánskými společníky dne 10. října 1926 v bazilice sv. Petra papežem Piem XI. Svatořečeni byli taktéž spolu s nimi dne 20. října 2024 na Svatopetrském náměstí papežem Františkem.
Jejich památka je připomínána 10. července.